# Bonorva
Bonorva település Olaszországban, Szardínia régióban, Sassari megyében. Lakosainak száma 3189 fő (2023. január 1.). Bonorva Bolotana, Bono, Bottidda, Cossoine, Giave, Illorai, Ittireddu, Macomer, Mores, Nughedu San Nicolò, Semestene és Torralba községekkel határos.

## Népesség
A település népességének változása:
| Lakosok száma | 3430 | 3386 | 3189 |
|               | 2017 | 2018 | 2023 |